# Shandong (hangarfartyg)
Shandong är ett kinesiskt hangarfartyg i Kinas flotta. Fartyget är det första hangarfartyget som helt byggts i Kina. Det sjösattes 25 april 2017 och togs i tjänst den 17 december 2019. Hangarfartyget är baserat på den ryska Kuznetsov-klassen men har modifierats med en mindre överbyggnad vilket medför ett större flygdäck. Fartyget har också en något större hangar för att kunna få plats med ett större antal skeppsbaserade flygplan.

## Bakgrund
Det är Kinas andra hangarfartyg, efter Liaoning, som ursprungligen började byggas i Ukraina, men som ej färdigställdes där på grund av upplösningen av Sovjetunionen, utan som köptes av Kina 2001 och sedan färdigställdes i Dalian. Det finns uppgifter om att också ett tredje hangarfartyg har börjat byggas.
Hangarfartygsprogrammet påbörjades 1985. Kina har sedan dess anskaffat fyra skrov av, i flertalet fall avrustade, hangarfartyp för studier eller fortsatt användning, ett från Australien (HMAS Melbourne, 1985) samt tre från Sovjetunionens flotta (Minsk , Kiev och Varjag). Kiev köptes 1996 att användas som en turistattraktion i staden Tianjin, och även Kiev användes för liknande bruk. Varjag blev det första kinesiska stridsfartyget under namnet Liaoning.
En affär planerades också för att köpa det franska hangarfartyget Clemenceau, men diskussionerna avbröts 1997.

## Byggande
Hangarfartyget är byggt av China Shipbuilding Industry Corporation i Dalian i Kina. Fartygstillverkningen påbörjades i november 2013 och från mars 2015 skedde tillverkning av skrovet i en torrdocka. Det kinesiska försvarsministeriet offentliggjorde i december 2015 att Kina byggde ett hangarfartyg i Dalian.
Skrovet var färdigt i maj 2016. Fartyget sjösattes i april 2017.
Fartygets maskineri provkördes från den 17 april 2017, varefter fartyget lämnade hamnen för första gången för prov till sjöss den 23 april 2017.

## Utformning

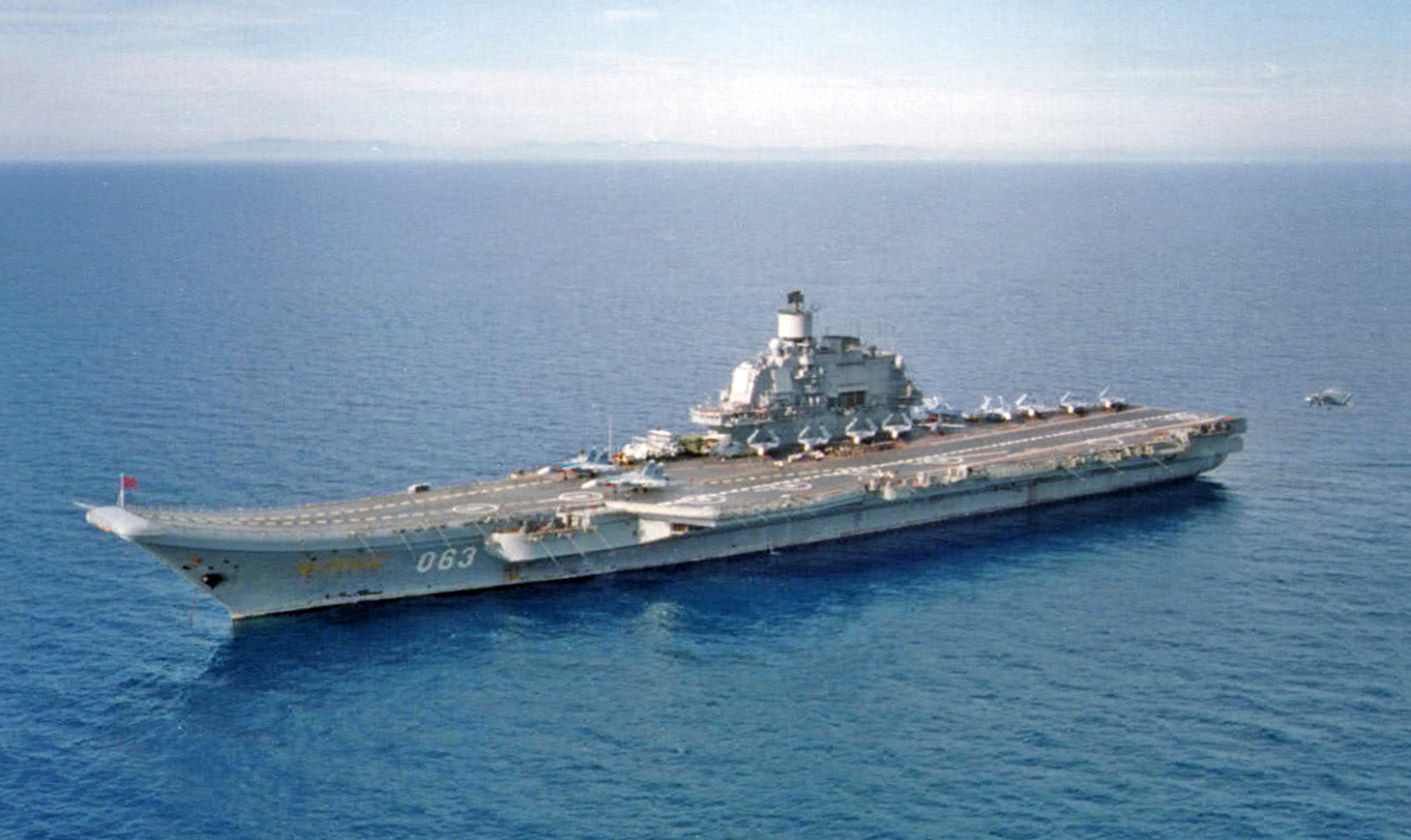
Ryska hangarfartyget Admiral Kuznetsov, som Typ 001A baseras på, 1996

Hangarfartygets konstruktion är baserad på Sovjetunionens Kuznetsov-klass, liksom det var för Kinas första hangarfartyg. Den beräknas av utomstående härbärgera 30–40 stridsplan och helikoptrar. Fartyget är ungefär 315 meter (1 033 ft) långt och har ett deplacement på omkring 55.000 ton. Det drivs av åtta ångturbiner. Flygplanen lyfter från ett flygdäck med skidhoppningsramp. Avsedd flygplanstyp är framför allt Shenyang J-15.